# 吉野善三郎
吉野 善三郎（よしの ぜんざぶろう、1911年1月25日 - 1988年11月23日）は、日本の光学技術者である。元ゼンザブロニカ代表取締役。

## 略歴
1911年（明治44年）東京神田の小さな米屋の三男として産まれた。幼い頃兄を失い、家業に励んだ。探究心が強く、昔から踏襲されている商法にも新たに検討を加え、1941年（昭和16年）には店員120名の大きな米穀商に育てた。この頃カメラを購入し、撮影もしたが、メカニズムに興味を持ち、ライカ、コンタックス、ローライなど世界の名機と言われるカメラはほとんどを入手し、その数は30台に及んだが、それぞれ一長一短で1台では満足することができず、そこで世界一のカメラを自分で作ろうという夢を持った。
第二次世界大戦が激しくなると米穀商は政府の食糧公団に合併され、善三郎は役人になったが性に合わず辞め、公団で使っていた自動車20台を使用して運送業を始めた。
敗戦後神田にカメラ屋を開き、高級カメラに精通していたため繁盛した。
1947年（昭和22年）、将来カメラ製造を始める時の拠点・資金源として板橋区東新町に新光堂製作所を設立し、ライター、シガレットケース、コンパクトなど製造販売を始めた。時計付きライターはアメリカ軍向けの流行に乗ってヒット商品になり、コンパクトは従前市場になかった中蓋つきや外装に西陣織を張るなどの工夫で百貨店に高級ブランドイメージを築いた。

1952年（昭和27年）カメラの研究に着手、1956年（昭和31年）6月に手作り試作機第1号が完成し、ブロニカカメラ株式会社を設立した。